# Judy Tossell
Judy Tossell (* 1966 in Wiltshire, England) ist eine britische Filmproduzentin.

## Leben und Karriere
Judy Tossell studierte am Balliol College in Oxford, wo sie 1984 ihren späteren Produktionspartner Jens Meurer kennenlernte. 1989 zog sie nach Deutschland und ließ sich in Berlin nieder, wo sie zunächst als freie Journalistin tätig war. Später begann sie eine Tätigkeit bei der Regina Ziegler Filmproduktion, wo sie als Associate Producer an mehreren Filmen mitwirkte.
1996 gründete sie ihre eigene Produktionsfirma Tossell Picture als Plattform für junge Berliner Filmemacher. 2001 fusionierte das Unternehmen mit Jens Meurers Egoli Films zur Egoli Tossell Film. Seither produzierte Tossell neben lokalen Filmen auch immer wieder internationale Kinofilme wie Ein russischer Sommer, Carlos – Der Schakal, Drecksau oder Hectors Reise oder die Suche nach dem Glück.
Nach dem Ausstieg eines ausländischen Produktionspartners musste Egoli Tossell Film im Januar 2011 aufgrund von Liquiditätsproblemen Insolvenz anmelden. Im Juni 2012 wurde das Unternehmen über ein Insolvenzplanverfahren saniert.
Seit 2016 wird das Unternehmen wieder von den beiden Gründern in Eigenregie betrieben, nun als Egoli Tossell Pictures firmierend und mit Instant Film als Tochter verbunden.

## Filmografie (Auswahl)
Associate Producer
- 1995: Die schönste Sache der Welt – Die unersättliche Mrs. Kirsch (The Insatiable Mrs. Kirsch, Kurzfilm)
- 1995: Der Teufel und die Jungfrau (Diabelska edukacja, Kurzfilm)
- 1995: Zuckerschnute (Kurzfilm)
- 1995: Hotel Paradise (Kurzfilm)
- 2014: Big Game – Die Jagd beginnt (Big Game)

Producer
- 1998: Chainsmoker (Kurzfilm)
- 1998: 14/1 endlos (Kurzfilm)
- 2000: England!
- 2002: Große Mädchen weinen nicht
- 2002: Mutanten
- 2005: Georgisches Liebeslied (Fernsehfilm)
- 2005: Mouth to Mouth
- 2005: Almost Heaven
- 2005: Nimm dir dein Leben
- 2006: Maria am Wasser
- 2006: Schwesterherz
- 2007: Frühstück mit einer Unbekannten (Fernsehfilm)
- 2008: Der Amokläufer – Aus Spiel wird Ernst (Fernsehfilm)
- 2009: Helen
- 2009: Hilde
- 2014: Hectors Reise oder die Suche nach dem Glück (Hector and the Search for Happiness)
- 2015: 3 Türken und ein Baby
- 2016: Deutschland. Dein Selbstporträt
- 2016: The Exception
- 2023: The Lesson

Co-Producer
- 2006: FC Venus – Angriff ist die beste Verteidigung
- 2010: Bon appétit

Executive Producer
- 2009: Ein russischer Sommer (The Last Station)
- 2010: Black Death
- 2010: Carlos – Der Schakal (Carlos)
- 2012: Song für Marion (Song for Marion)
- 2013: Drecksau (Filth)